# 湯川 (美ヶ原温泉)
湯川（ゆがわ）は、長野県松本市を流れる川で、信濃川水系の一級河川。

## 概要
松本市東部を薄川と並行して西に向かって流れ、中心市街地の松本城付近にて女鳥羽川に合流する。上流端は里山辺川端であり、女鳥羽川との合流点までの長さは3.6キロメートルである。合流点のすぐ下流には桜橋（長野県道67号松本和田線）が架かる。上流には美ヶ原温泉の温泉街がある。
BOD（生物化学的酸素要求量）は1973年（昭和48年）に行われた水質調査では平均およそ5 mg/Lであった。その後、1983年（昭和58年）、1993年（平成5年）と10年間おきに調査が行われたが、「相変わらず高い値」を示していた。これは公共下水道の整備が追いつかず、生活排水が流入していることが原因である。

## 生態系
湯川に生息する魚類にはドジョウやヨシノボリがあり、希少ながらメダカやカダヤシが見られる。松本市中心市街地を流れる川でメダカが生息しているのは湯川くらいである。カダヤシはかつて汚れた川の水質改善を目的に放流された外来種であり、現在湯川や女鳥羽川で見られるものはその子孫である。このカダヤシこそがメダカ減少の犯人ではないかと指摘する声もあったが、そもそもの原因はむしろ水質汚濁にあると考えられている。